# Жузеп Гомбау
Жузеп Гомбау (кат. Josep Gombau, нар. 5 червня 1976, Ампоста) — іспанський футбольний тренер. З 2024 року входить до тренерського штабу клубу «Астон Вілла».

## Ранні роки життя
Жузеп Гомбау народився 1976 року в місті Ампоста. Вихованець футбольної школи клубу «Ампоста», проте після травми завершив виступи на футбольних полях, і невдовзі розпочав тренерську кар'єру.

## Кар'єра тренера
Жузеп Гомбау розпочав тренерську кар'єру 1993 року, та працював з молодіжною командою клубу «Ампоста» з 1993 по 1999 рік. У 1999 році він розпочав працювати з молодіжною командою клубу «Еспаньйол», а з 2003 до 2009 року працював із молодіжною командою клубу «Барселона».
У 2009 році Гомбау став головним тренером гонконзької команди «Кітчі», з якою працював до 2013 року. За цей час тренер з командою двічі ставав чемпіоном Гонконгу, двічі ставав володарем Кубка Гонконгу, а також володарем Кубка Ліги Гонконгу. У 2013 році тренер перейшов до австралійського клубу «Аделаїда Юнайтед», з яким став володарем Кубка Австралії.
У 2016 році Гомбау став головним тренером молодіжної збірної Австралії, з якою працював до 2017 року, та одночасно був асистентом головного тренера національної збірної Австралії. У 2017—2018 роках Гомбау був головним тренером австралійського клубу «Вестерн Сідней Вондерерз».
У 2018 році Жузеп Гомбау очолив клуб Індійської суперліги «Делі Дайнамос», який за рік переїхав до Бхубанешвара, та розпочав грати під новою назвою «Одіша». В індійському клубі тренер з Каталонії працював до 2020 року, після чого очолив нижчоліговий клуб із США «Квінсборо». У 2022 році Гомбау вдруге очолив клуб «Одіша». У 2023 році тренер також очолював індонезійський клуб «Персебая».
У 2024 році Жузеп Гомбау став головним тренером молодіжної команди англійського клубу «Астон Вілла».

## Титули і досягнення

### Як тренера
- Чемпіон Гонконгу (2):

«Кітчі»: 2010—2011, 2011—2012
- Володар Кубка Гонконгу:

«Кітчі»: 2011—2012, 2012—2013
- Володар Кубка Ліги Гонконгу:

«Кітчі»: 2011—2012
- Володар Кубка Австралії (1):

«Аделаїда Юнайтед»: 2014